# Карандевич Василь Пилипович
Василь Пилипович Карандевич (3 лютого 1915, Умань — 12 лютого 1995, Умань) — повний кавалер ордена Слави, в роки радянсько-німецької війни розвідник 108-го гвардійського стрілецького полку (36-а гвардійська стрілецька дивізія, 26-а армія, 3-й Український фронт) гвардії сержант.

## Біографія
Народився 3 лютого 1915 року в місті Умань нині (Черкаської області, Україна) в сім'ї робітника. Українець. Закінчив 4 класи. Працював слюсарем на ливарному заводі у своєму місті. У 1940 році переїхав до міста Солікамська Пермської області, працював апаратником на оборонному заводі.
У 1942 році був призваний до Червоної армії. З листопада того ж року на фронті. Бойовий шлях розпочав у Сталінграді, захищав Тракторний завод. У цих боях снайпер Карандевич особисто знищив 17 гітлерівців. Потім був переведений у розвідку. На підступах до Дніпра під час сутички з противником був поранений. Після госпіталю він потрапив в 185-й гвардійський стрілецький полк 60-я гвардійської стрілецької дивізії в розвідку. Брав участь у форсуванні Дніпра.
26 жовтня 1943 року подолав Дніпро біля острова Хортиця (за 4 км північно-західніше Запоріжжя) і закріпився на правому березі. Вогнем прикривав висадку основних сил полку. У бою вивів з ладу багато ворожих солдатів, сприяючи утриманню зайнятого рубежу. 22 листопада 1943 року нагороджений орденом Слави 3 ступеня (№ 482424).
25—27 листопада 1943 року Карандевич у складі того ж полку з групою розвідників, перебуваючи в пошуку, за 7 км на південь від Запоріжжя полонив гітлерівця і доставив його до штабу полку. 7 грудня 1943 року нагороджений орденом Слави 3 ступеня.
Розвідник Карандевич в складі розвідувального взводу 30 березня 1945 року вступив в бій з противником, в числі перших увірвався на східну околицю населеного пункту Шахендорф (14 км північно-західніше міста Сомбателя, нині Сомбатхей, Угорщина), гранатами знищив кулемет і винищив кілька фашистських солдатів. 14 квітня 1945 року нагороджений орденом Слави 3 ступеня.
В останньому пошуку 5 травня 1945 року Карандевич з товаришами взяв у полон десяток фашистів. Бойовий шлях закінчив в австрійських Альпах.
У 1946 році демобілізований. Жив і працював у Запоріжжі, з 1966 року — в Умані. Працював слюсарем на машинобудівному заводі.
Указом Президії Верховної Ради СРСР від 26 грудня 1967 року в порядку перенагородження Карандевич Василь Пилипович нагороджений орденами Слави відповідно 2-го (№ 37511) і 1-го ступенів (№ 2912). Став повним кавалером ордена Слави.
Помер 12 лютого 1995 року. Похований в Умані.

## Нагороди
Нагороджений орденами Вітчизняної війни 1-го ступеня, Слави 3-х ступенів, медалями, у тому числі «За відвагу».

## Вандалізм
У 2012 році напередодні Дня Перемоги невідомими вандалами була розрита могила повного кавалера ордена Слави В. П. Карандевича. Родичі покійного вважають, що це сталось через нагороди, поховані разом з Героєм.